# NGC 194
NGC 194 je galaksija u zviježđu Ribe.

## Vanjske poveznice
- SEDS: NGC 0194